# Paradrymadusa sciadophila
Paradrymadusa sciadophila är en insektsart som beskrevs av Stolyarov 1980. Paradrymadusa sciadophila ingår i släktet Paradrymadusa och familjen vårtbitare. Inga underarter finns listade i Catalogue of Life.